# DS Большого Пса
DS Большого Пса (лат. DS Canis Majoris) — одиночная переменная звезда в созвездии Большого Пса на расстоянии (вычисленном из значения параллакса) приблизительно 84716 световых лет (около 25974 парсеков) от Солнца. Видимая звёздная величина звезды — от более +17m до +13,6m.

## Характеристики
DS Большого Пса — красная пульсирующая переменная звезда, мирида (M:) спектрального класса M4 или M10.